# Sobětice (Žimutice)
Sobětice jsou malá vesnice, část obce Žimutice v okrese České Budějovice v Jihočeském kraji. Nachází se asi 2,5 kilometru jihovýchodně od Žimutic. Je zde evidováno 25 adres. V roce 2011 zde trvale žilo 42 obyvatel.
Sobětice leží v katastrálním území Sobětice u Žimutic o rozloze 2,49 km².

## Historie
První písemná zmínka o vesnici pochází z roku 1368.

## Obyvatelstvo
| Rok            | 1869 | 1880 | 1890 | 1900 | 1910 | 1921 | 1930 | 1950 | 1961 | 1970 | 1980 | 1991 | 2001 | 2011 | 2021 |
| -------------- | ---- | ---- | ---- | ---- | ---- | ---- | ---- | ---- | ---- | ---- | ---- | ---- | ---- | ---- | ---- |
| Počet obyvatel | 176  | 133  | 128  | 138  | 131  | 138  | 121  | 88   | 86   | 79   | 63   | 54   | 41   | 42   | 40   |
| Počet domů     | 24   | 22   | 22   | 24   | 24   | 24   | 24   | 25   | 23   | 24   | 20   | 20   | 24   | 25   | 25   |

## Obecní správa
Při sčítání lidu v letech 1850–1888 Sovětice byly osadou obce Hartmanice v okrese Týn nad Vltavou. V letech 1888–1943 byly samostatnou obcí v okrese Týn nad Vltavou. V letech 1943–1945 byly osadou obce Žimutice, ale v letech 1945–1964 byly uváděny znovu jako obec, se kterým patřily nejprve do okresu Týn nad Vltavou, ale od roku 1960 v okrese České Budějovice. Od 14. června 1964 jsou opět částí obce Žimutice v okrese České Budějovice.

## Galerie

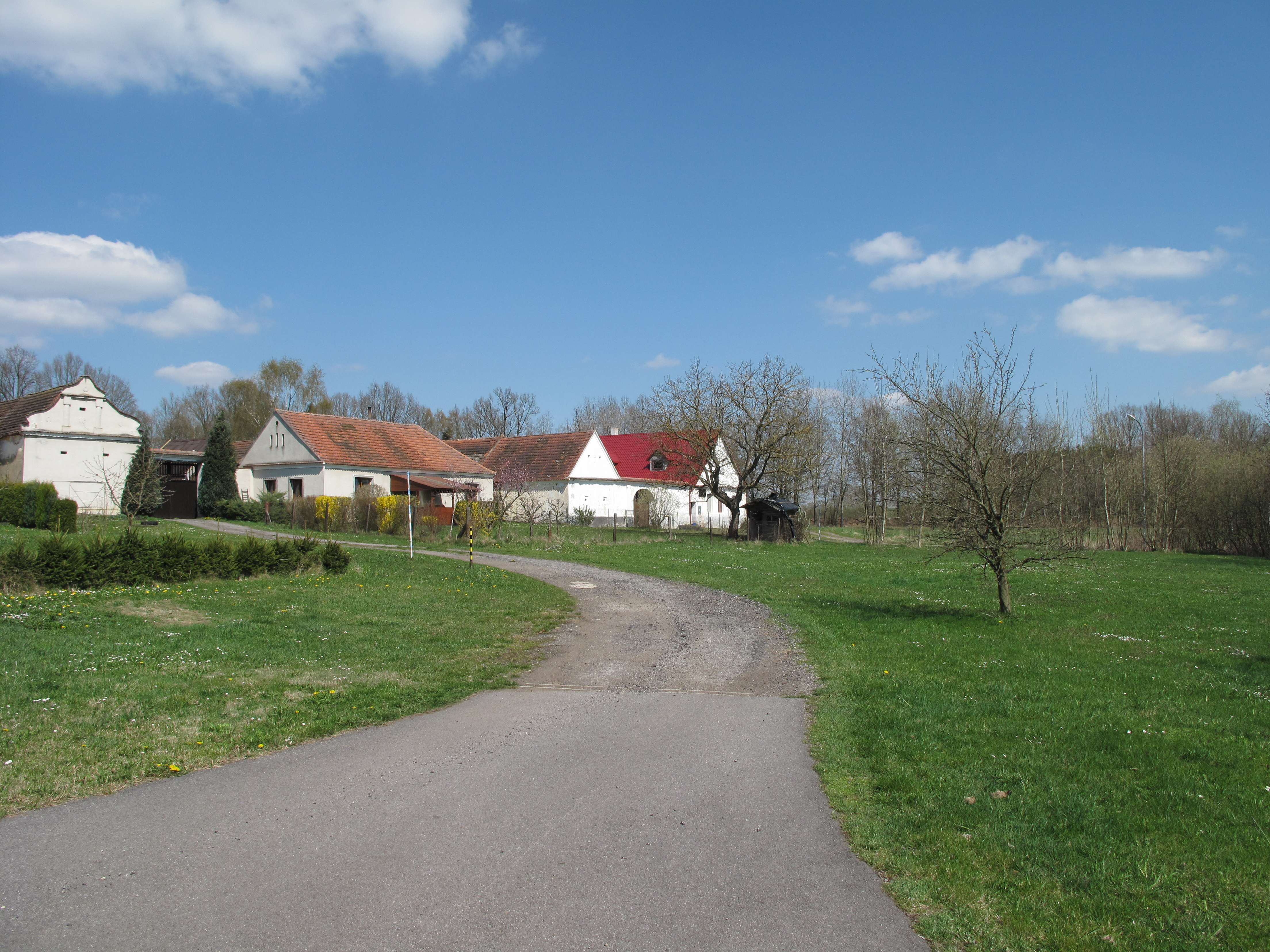
Domy
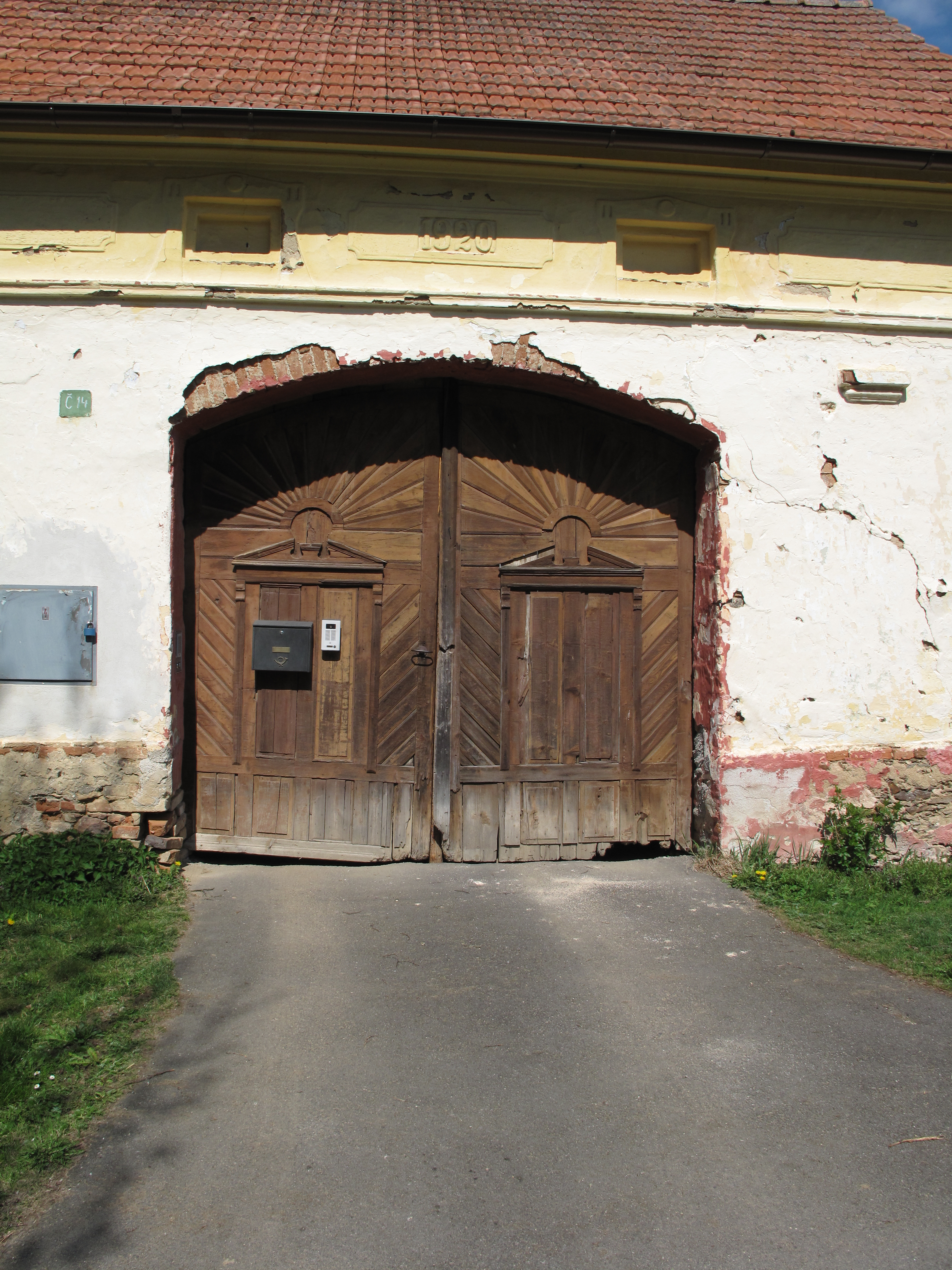
Vrata
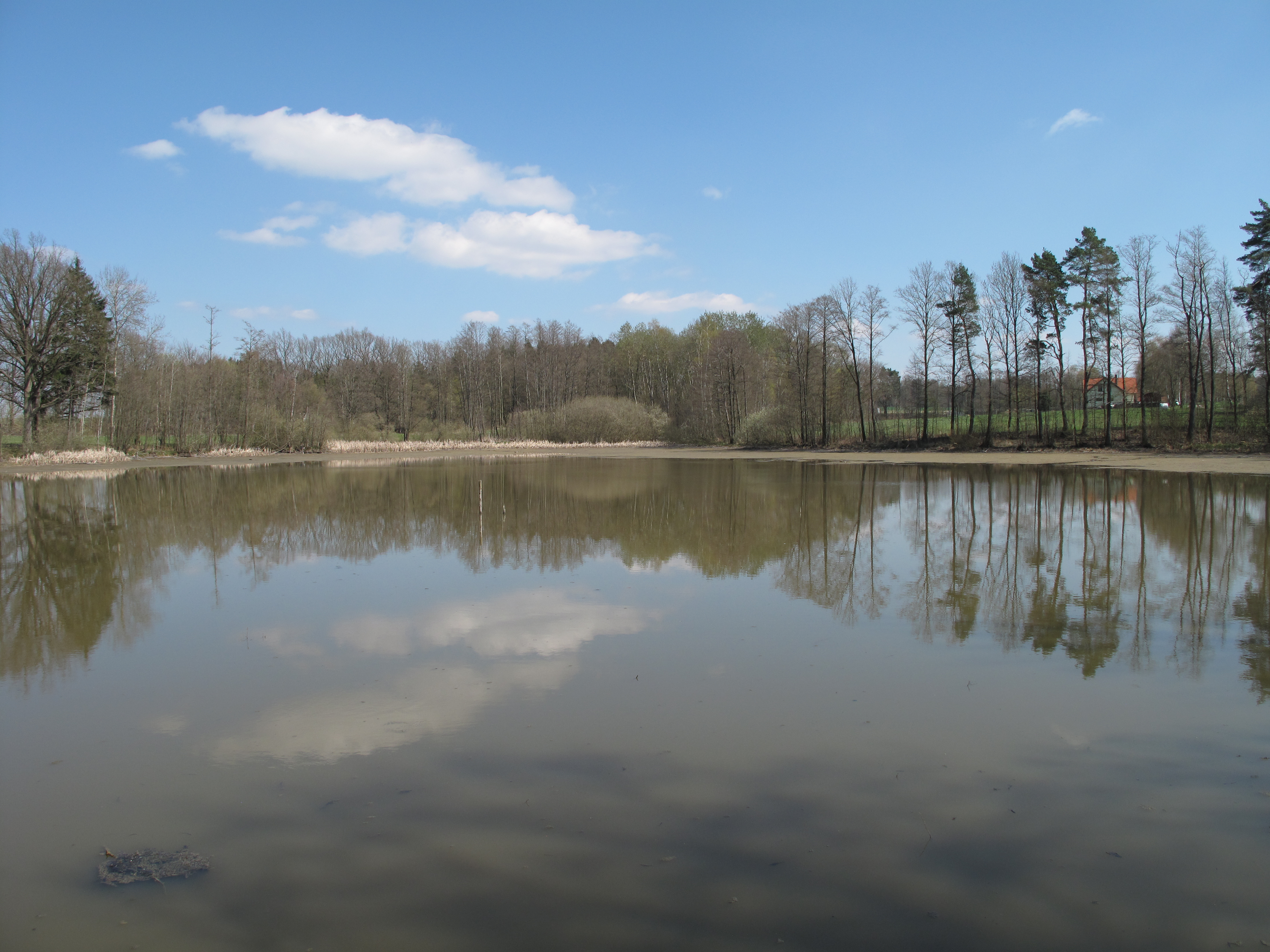
Dvorský rybník